# 686. pehotni polk (Wehrmacht)
Za druge 686. polke glejte 686. polk.
686. pehotni polk (izvirno nemško Infanterie-Regiment 686) je bil eden izmed pehotnih polkov v sestavi redne nemške kopenske vojske med drugo svetovno vojno.

## Zgodovina
Polk je bil ustanovljen 20. novembra 1940 kot polk 14. vala na področju Bielefelda iz delov 456., 176. pehotnega polka ter I. Heimatwach bataljona 662. pehotnega polka; polk je bil dodeljen 336. pehotni diviziji.
15. oktobra 1942 je bil polk preimenovan v 686. grenadirski polk.